# العدسات اللاصقة الدائرية
العدسات اللاصقة الدائرية، والمعروفة أيضًا باسم العدسات اللاصقة للعيون الكبيرة والعدسات الدائرية، هي عدسات لاصقة تجميلية (غير تصحيحية وزخرفية) تجعل قزحية العين تبدو أكبر. لقد أصبح اتجاها في جميع أنحاء شرق وجنوب وجنوب شرق آسيا ويتم إنتاجها إلى حد كبير في اليابان وكوريا الجنوبية والصين.

## التصميم
العدسات الدائرية تجعل العين تبدو أكبر وتأتي في مجموعة متنوعة من الألوان والتأثيرات. كانت موجودة منذ عام 2004 وتحظى بشعبية كبيرة في بلدان مثل كوريا الجنوبية واليابان وتايوان والصين.
يبلغ قطر العدسات اللاصقة العادية التي يتم بيعها في الولايات المتحدة ما بين 14 و 16 ملم في المتوسط. مماثلة لقطر العدسات اللاصقة العادية ، لا يزيد قطر العدسات الدائرية عن 15 مم لأن الأحجام الكبيرة ستكون ضارة للعيون عند ارتداءها.
عندما يتم وصف قطر عدسة الدائرة على أنه 16 مم أو 18 مم، انها فقط المؤثرات البصرية المقدمة للعدسة الدائرة.
الفرق بين نوعي العدسات هو أن العدسات الدائرية ملونه ليس فقط في المناطق التي تغطي قزحية العين، ولكن أيضًا بشكل بارز في الحافة الخارجية الواسعة للعدسة.والنتيجة هي ظهور قزحية أكبر وأوسع مع حلقة على الحواف، مما يوهم بعيون كبيرة.{2}
المنطقة البصرية في الوسط شفافة وكبيرة بما يكفي لتوفير رؤية واضحة، عندما تم طرح العدسات العينية الكبيرة اللاصقة لأول مرة ، كانت متوفرة فقط في تنسيق للاستعمال السنوي ، ولكن مع انتشار الاتجاه ، أصبحت هذه العدسات متاحة الآن في كعدسات يومية وأسبوعية وشهرية. [3] العدسات شائعة بين المراهقين والشباب. كثير من الناس يعتبرون العدسات الدائرية ملحقًا للموضة بدلاً من كونها جهازًا طبيًا. في هونغ كونغ ، ترتديها العديد من عارضات الأزياء الشابات كرموز أزياء شهيرة.

## الشعبية
في آسيا، يمكن شراء العدسات اللاصقة الدائرية من العديد من المتاجر عبر الإنترنت، ويتم استيرادها من دول صناعية مثل كوريا الجنوبية إلى دول مثل تايلاند والصين وماليزيا واليابان ونيبال وسريلانكا وسنغافورة وفيتنام وتايوان والفلبين. [ 4] [5] [6] يمكن شراؤها دون وصفة طبية (0.00 أو بلانو) أو بوصفة طبية. [2] تختلف قانونيتهم في الغرب مع القوانين المحلية ، وفي الولايات المتحدة يتم تصنيفهن حاليًا كأداة طبية وغير قانونية للبيع دون وصفة طبية صالحة.[7]

## المخاطر
أفاد التحليل الشمولي أن العدسات ذات اللون التجميلي تبدو آمنة عندما يتم وصفها من قبل أخصائي العناية بالعيون بشكل صحيح وعند استخدامها بالطريقة الصحيحة . [8]
يجب تركيب العدسات اللاصقة اللينة المزخرفة بشكل مناسب، لأن العدسات اللاصقة الناعمة الملونة قد تقلل من الرؤية عن طريق الزيادة المؤقتة لعدد الانحرافات عالية الرتبة في ظروف الإضاءة الساطعة والإضاءة المنخفضة، حيث إن مركز العدسات الملونة لا يتطابق دائمًا مع مركز القرنية، وبالتالي يجب تركيب العدسات اللاصقة اللينة المزخرفة بشكل مناسب. في الواقع، تنشأ مخاوف بشأن هذه العدسات في الولايات المتحدة من شراء العدسات دون استشارة أخصائيي البصريات، مما قد يؤدي إلى عدسات لا تتناسب مع عيون الفرد بشكل صحيح. [10]

## المشروعية

### الولايات المتحدة الأمريكية
في الولايات المتحدة، تعتبر العدسات اللاصقة غير التصحيحية بمثابة أجهزة طبية من قبل إدارة الغذاء والدواء (FDA) ويتطلب بيع وتسويق هذه الأجهزة إلى السوق موافقة من قبل إدارة الغذاء والدواء ووصفة طبية صالحة من قبل أخصائي طبي. [ 11] قد تخضع الأجهزة التي لم يتم مسحها من قِبل إدارة الغذاء والدواء (FDA) لمصادرة الجمارك الأمريكية.
شركات العدسات اللاصقة الكورية جيو الطبية والعدسات اللاصقة ميجوانج (تعمل في الولايات المتحدة تحت اسم العلامة التجارية كليرلاب) تمت الموافقة عليها من قبل إدارة الغذاء والدواء للبيع في الولايات المتحدة.
تخضع العدسات الدائرية المصنوعة في كوريا لموافقة وإرشادات وزارة الأغذية وسلامة الأدوية. اكيوفيو ، وهي شركة تابعة أمريكية لجونسون آند جونسون (J&J) ، لديها وصفة خطية من العدسات الدائرة ليوم واحد يتم تسويقها تحت اسم "Acuvue Define" المتاحة في أسواق الشرق الأقصى ، عبر الإنترنت [13] والآن في المملكة المتحدة والولايات المتحدة.